# Halobatrachus didactylus
Halobatrachus didactylus és una espècie de peix pertanyent a la família Batrachoididae i l'única del seu gènere.

## Etimologia
Halobatrachus prové dels mots grecs als, alis (sal) i batrachos (granota).

## Descripció
Cos aplanat dorsiventralment i cobert d'escates cicloides molt petites tapades per un mucus espès que les fa invisibles. Línia lateral contínua, poc visible i situada a la regió dorsal. Cap també aplanat, molt gros, de llargada aproximadament igual a la tercera part de la longitud total, amb nombrosos apèndixs cutanis simples o ramificats. Espai interorbitari molt ample. Musell curt, boca amplíssima amb els llavis gruixuts i la mandíbula prominent. La primera aleta dorsal té tres radis espinosos, dels quals el més llarg és el central. La segona aleta dorsal té entre 20 i 22 radis tous i és una mica més llarga que la meitat de la longitud precaudal. L'aleta anal posseeix 15-16 radis i és aproximadament igual a la quarta part de la longitud total. Les aletes pectorals, amb 22-24 radis, són molt amples. Les aletes ventrals tenen el primer radi aplanat i estan inserides més endavant que les pectorals. El dors és de color bru verdós o grisenc amb nombroses taques negroses, més grosses a la regió cefàlica i esteses també sobre les aletes, el ventre és blanc o grisenc molt clar. La longitud total màxima és de 48-50 cm, tot i que la seua mida normal és de 35. Aleta caudal arrodonida.

## Reproducció
La femella pon els ous i els lliura al mascle perquè els protegeixi.

## Alimentació
Es nodreix de crustacis, mol·luscs i peixets. El seu nivell tròfic és de 3,89.

## Hàbitat i distribució geogràfica
És un peix marí, demersal (entre 10 i 50 m de fondària) i de clima subtropical (45°N - 4°N, 18°W - 17°E), el qual viu a les aigües costaneres sobre fons de fang o de sorra de l'Atlàntic oriental (des de Suècia i el sud de la mar Cantàbrica fins al riu Gàmbia i Ghana, incloent-hi França, l'Estat espanyol, Portugal, el riu Tajo, Gibraltar, el Marroc, el corrent de Canàries, el Sàhara Occidental, Mauritània, Cap Verd, el Senegal, Gàmbia, Guinea Bissau, Guinea, Sierra Leone, Libèria, la Costa d'Ivori i el corrent de Guinea) i de la Mediterrània (les illes Balears, Mònaco, Itàlia -incloent-hi Sardenya i Sicília-, Grècia, Líbia, Tunísia i Algèria). És possible que també es trobi a Malta i Madeira.

## Observacions
És un peix sedentari, verinós per als humans i el seu índex de vulnerabilitat és de moderat a alt (49 de 100). A causa de la seua gran resistència vital i del seu cor (molt similar a l'humà), ha esdevingut un valuós animal d'experimentació científica en estudis de cardiologia.